# Maaninka
Maaninka (Zweeds: Maninga) is een voormalige gemeente in het Finse landschap Pohjois-Savo. De gemeente had een oppervlakte van 468 km² en telde 3808 inwoners in 2003. In 2015 werd Maaninka bij Kuopio gevoegd.
Iisalmi · Joroinen · Kaavi · Keitele · Kiuruvesi · Kuopio · Lapinlahti · Leppävirta · Pielavesi · Rautalampi · Rautavaara · Siilinjärvi · Sonkajärvi · Suonenjoki · Tervo · Tuusniemi · Varkaus · Vesanto · Vieremä
Voormalige gemeenten:
Iisalmen maalaiskunta · Juankoski · Karttula · Kuopion maalaiskunta · Maaninka · Muuruvesi · Nilsiä · Riistavesi · Säyneinen · Varpaisjärvi · Vehmersalmi